# Everything for Sale

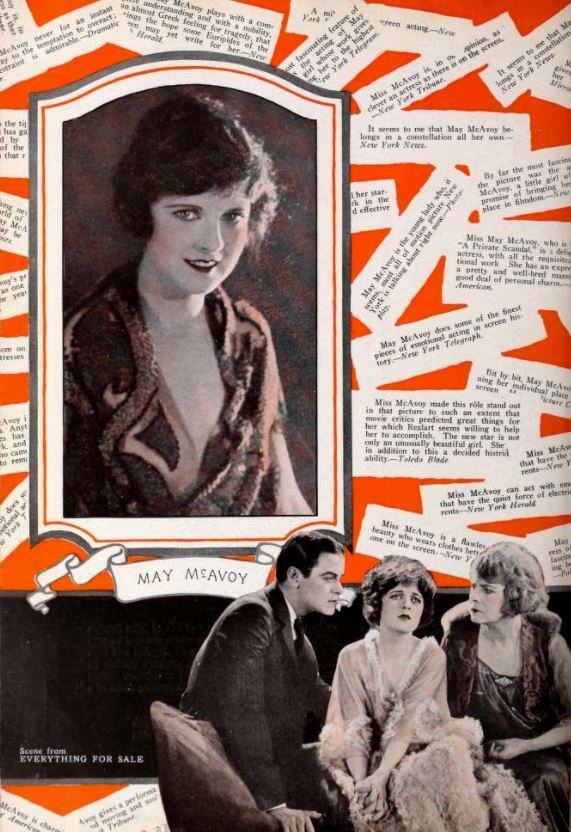
Propaganda de la pel·lícula apareguda a la revista Exhibitors Herald el 27 d'agost de 1921.

Everything for Sale és una pel·lícula muda de la Realart dirigida per Frank O'Connor i protagonitzada May McAvoy (la primera pel·lícula que feia per a la productora), A. Edward Sutherland i Kathlyn Williams entre d'altres. La pel·lícula, escrita per Hector Turnbull, es va estrenar el setembre de 1921. Es considera una pel·lícula perduda.

## Argument
Helen Wainwright deixa els estudis i marxa a viure amb la seva tia i aquesta planeja casar-la amb el jove milionari Lee Morton, que creu que tot té un preu en aquesta vida. En veure-la aquesta li fa una gran impressió i decideix que es casarà amb ella. Mentrestant Helen retroba el seu amor de la infància, Donald Scott. Morton abandona la seva amant, Lillian Lord, i es compromet amb Helen. El dia que Helen s'ha de casar Scott torna d’un viatge de negocis i, sense saber que és a punt de casar-se, la porta en una excursió en barca. Queden encallats en una illa i es veuen obligats a passar-hi la nit per lo que la boda no es pot celebrar. A més, en un intent de recuperar la barca Donald queda inconscient i és rescatat per Helen que s'adona que encara l'estima. L'endemà són rescatats per un pescador. Morton trenca el compromís i torna amb Lillian, i Helen i Donald s'acaben casant.

## Repartiment
- May McAvoy (Helen Wainwright)
- A. Edward Sutherland (Donald Scott)
- Kathlyn Williams (Mrs. Wainwright)
- Edwin Stevens (Mr. Wainwright)
- Richard Tucker (Lee Morton)
- Betty Schade (Lillian Lord)
- Dana Todd (Billy Mitchell)
- Jane Keckley (Sarah Calmm)